# Renate Thormelen
Renate Thormelen (* vor 1930; † nach 1974) war eine deutsche Schauspielerin und Hörspiel-Regisseurin. Sie realisierte von Ende der 1940er-Jahre bis 1974 zunächst als Schauspielerin, ab Anfang der 1960er-Jahre dann vor allem als Regisseurin Hörspiele, Kinderhörspiele und Literatursendungen für den Rundfunk der DDR.

## Darstellerin: Hörspiele
- 1949: Martha Dodd: General Land.
- 1949: Karl-Georg Egel und Maximilian Scheer: Und Berge werden versetzt.
- 1950: Heinz Günther Rath, Pseudonym für Heinz Matschurat: Familie Hauser.
- 1955: Anna Seghers: Das siebte Kreuz.

## Inszenierungen: Hörspiele und Radio-Features
- 1963: Walter Erich Schäfer: Malmgreen. (Hörspiel)
- 1963: Rudolf Leonhard: Orpheus. (Hörspiel)
- 1971: Irmtraud Morgner: Legende von der Genossin Martha. (Feature)[2]
- 1973: Lothar Creutz: Der Einfall war kein Reinfall. (Hörspiel)
- 1973: Gotthold Gloger: Der Mann mit dem Goldhelm. (Hörspiel)
- 1974: Maria Halasi: Kati in der letzten Bank. (Hörspiel)

## Schallplatten
- 1963: Walter Krumbach: Die gestohlenen Ostereier. Regie. Litera
- 1964: K. M. Walló: Die Prinzessin mit dem goldenen Stern. Regie. Litera.
- 1965: Giovanni Boccaccio: Vier ergötzliche Geschichten aus dem Dekamerone des Messer Giovanni Boccaccio. Regie (auch Sprecherin). Litera.
- 1965: Endre Vázsonyi: Persische Märchen aus 1001 Tag. Regie. Litera.
- 1965: Hans Moser: Ausschnitte aus den Filmen Liebling Der Götter, Maskerade, Burgtheater; Sprecherin der Zwischentexte. Litera.
- 1968: Manfred Krug: Spricht und singt Carl Michael Bellman – Fredmans Episteln an diese und jene aber hauptsächlich an Ulla Winblad. Regie. Litera.